# Európai Filmdíj a legjobb forgatókönyvírónak
A legjobb európai forgatókönyvíró (angolul: Best European Screenwriter) elismerés az 1988-ban alapított Európai Filmdíjak egyike, amelyet az Európai Filmakadémia tagjainak szavazata alapján ítélnek oda az év európai filmterméséből legjobbnak ítélt forgatókönyv szerzőjének. A díjátadóra felváltva Berlinben, illetve egy-egy európai városban megrendezett gála keretében kerül sor minden év végén.
Az Európai Filmdíjat 1996-ig Felix-díj néven osztották ki, a kategória neve 1988-ban a legjobb forgatókönyv, 1989-től az év legjobb forgatókönyvírója volt. 1996-ban az elnevezés az év legjobb európai forgatókönyvírójára változott, amit 1998-tól a legjobb európai forgatókönyvíró cím váltott fel.
A filmkészítők által hitelesített nemzeti javaslatok listája alapján, az adott évre előzetesen meghatározott számban (az utóbbi években 4-5 fő) állítják össze a díjra jelöltek listáját, az EFA tagok szavazatával. E listához az Európai Filmakadémia igazgatótanácsi tagjai hozzátesznek még egy jelölést, függetlenül attól, hogy a film bekerült-e az előzetes válogatásba, vagy sem. A végső szavazásra bocsátott jelöltek száma az évek során 3-7 fő között változott, kivéve 1991-et és 1992-t, amikor csupán egy-egy forgatókönyvíró díjazása tettek javaslatot, illetve az 1993 és 1995 közötti éveket, amikor a díjat nem osztották ki.

## Díjazottak és jelöltek
| „Díjazott” – szürkéskék háttérrel   |
| „Jelölt” – világos szürke háttérrel |

### 1980-as évek
| Év                                              | Nyertesek és jelöltek       | Magyar címe                             | Eredeti címe |
| ----------------------------------------------- | --------------------------- | --------------------------------------- | ------------ |
| 1988                                            |                             |                                         |              |
| Louis Malle                                     | Viszontlátásra, gyerekek!   | Au revoir, les enfants                  |              |
| Terence Davies                                  | Távoli hangok, csendélet    | Distant Voices, Still Lives             |              |
| Manoel de Oliveira                              | –––                         | Os canibais                             |              |
| Wolfgang Held                                   | Egyik viseli a másik terhét | Einer trage des anderen Last            |              |
| Daniele Luchetti Franco Bernini Angelo Pasquini | –––                         | Domani accadrà                          |              |
| 1989                                            |                             |                                         |              |
| Marija Hmelik                                   | A kis Vera                  | Ма́lenkaja Vera (Маленькая Вера)         |              |
| Theodoros Angelopoulos                          | Táj a ködben                | Topio sztin omíkhli (Τοπίο στην ομίχλη) |              |
| Bereményi Géza                                  | Eldorádó                    | Eldorádó                                |              |
| Þráinn Bertelsson                               | –––                         | Magnús                                  |              |
| Maciej Dejczer Cezary Harasimowicz              | 300 mérföld az égig         | 300 mil do nieba                        |              |

### 1990-es évek
| Év                                                | Nyertesek és jelöltek              | Magyar címe                                        | Eredeti címe           |
| ------------------------------------------------- | ---------------------------------- | -------------------------------------------------- | ---------------------- |
| 1990                                              |                                    |                                                    |                        |
| Vitalij Kanyevszkij                               | Dermedj meg, halj meg, támadj fel! | Zamri, umri, voszkreszni! (Замри, умри, воскресни) |                        |
| Etienne Glaser Madeleine Gustafsson Suzanne Osten | –––                                | Skyddsängeln                                       |                        |
| Ryszard Bugajski Janusz Dymek                     | Kihallgatás                        | Przesluchanie                                      |                        |
| 1991                                              |                                    |                                                    |                        |
| Jaco van Dormael                                  | Toto, a hős                        | Toto le héros                                      |                        |
| 1992                                              |                                    |                                                    |                        |
| Szabó István                                      | Édes Emma, drága Böbe              | Édes Emma, drága Böbe                              |                        |
| 1993                                              | Nem osztottak ki díjat             | Nem osztottak ki díjat                             | Nem osztottak ki díjat |
| 1994                                              | Nem osztottak ki díjat             | Nem osztottak ki díjat                             | Nem osztottak ki díjat |
| 1995                                              | Nem osztottak ki díjat             | Nem osztottak ki díjat                             | Nem osztottak ki díjat |
| 1996                                              |                                    |                                                    |                        |
| Arif Alijev Szergej Bodrov Borisz Giller          | A kaukázusi fogoly                 | Kavkazkij plennik (Кавказский пленник)             |                        |
| 1997                                              |                                    |                                                    |                        |
| Chris Vander Stappen Alain Berliner               | Rózsaszín életem                   | Ma vie en rose                                     |                        |
| Ademir Kenović Abdulah Sidran                     | Tökéletes kör                      | Savršeni krug                                      |                        |
| Andrij Kurkov                                     | –––                                | Prijatelj pokojnika (Приятель покойника)           |                        |
| 1998                                              |                                    |                                                    |                        |
| Peter Howitt                                      | A nő kétszer                       | Sliding Doors                                      |                        |
| Jean-Pierre Bacri Agnès Jaoui                     | Megint a régi nóta                 | On connait la chanson                              |                        |
| Alex van Warmerdam                                | Kis Toni                           | Kleine Teun                                        |                        |
| Lars von Trier                                    | Idióták                            | Idioterne                                          |                        |
| 1999                                              |                                    |                                                    |                        |
| Szabó István Izrael Horovitz                      | A napfény íze                      | A napfény íze                                      |                        |
| Sasa Gedeon                                       | A félkegyelmű visszatér            | Návrat idiota                                      |                        |
| Ayub Khan-Din                                     | A kelet az kelet                   | East is East                                       |                        |

### 2000-es évek
| Év                                                                                            | Nyertesek és jelöltek                 | Magyar címe                             | Eredeti címe |
| --------------------------------------------------------------------------------------------- | ------------------------------------- | --------------------------------------- | ------------ |
| 2000                                                                                          |                                       |                                         |              |
| Agnès Jaoui Jean-Pierre Bacri                                                                 | Ízlés dolga                           | Le goût des autres                      |              |
| Rafael Azcona                                                                                 | Hogyan beszélnek a lepkék?            | La lengua de las mariposas              |              |
| Wolfgang Kohlhaase                                                                            | A lövés utáni csend                   | Die Stille nach dem Schuß               |              |
| Nana Dzsordzsadze Szvereva Dzsordzsadze                                                       | –––                                   | 27 dakarguli kocna (27 დაკარგული კოცნა) |              |
| Doriana Leondeff Silvio Soldini                                                               | Tangó és tulipán                      | Pane e tulipani                         |              |
| Dominik Moll Gilles Marchand                                                                  | Harry csak jót akar                   | Harry, un ami qui vous veut du bien     |              |
| 2001                                                                                          |                                       |                                         |              |
| Danis Tanović                                                                                 | Senkiföldje                           | Ničija zemlja                           |              |
| Laurent Cantet / Robin Campillo                                                               | Időbeosztás                           | L'emploi du temps                       |              |
| Michael Haneke                                                                                | A zongoratanárnő                      | La pianiste                             |              |
| Achero Mañas                                                                                  | Golyó                                 | El Bola                                 |              |
| Jean-Louis Milesi Robert Guédiguian                                                           | A nyugodt város                       | La ville est tranquille                 |              |
| Ettore Scola Silvia Scola Giacomo Scarpelli Furio Scarpelli                                   | –––                                   | Concorrenza sleale                      |              |
| 2002                                                                                          |                                       |                                         |              |
| Pedro Almodóvar                                                                               | Beszélj hozzá                         | Hable con ella                          |              |
| Jacques Audiard Tonino Benacquista                                                            | A számat figyeld                      | Sur mes lèvres                          |              |
| Paul Greengrass                                                                               | Véres vasárnap                        | Bloody Sunday                           |              |
| Aki Kaurismäki                                                                                | A múlt nélküli ember                  | Mies vailla menneisyyttä                |              |
| Krzysztof Kieślowski Krzysztof Piesiewicz                                                     | A gyilkosok is a mennyországba mennek | Heaven                                  |              |
| Paul Laverty                                                                                  | Édes kamaszkor                        | Sweet Sixteen                           |              |
| François Ozon                                                                                 | 8 nő                                  | 8 Femmes                                |              |
| 2003                                                                                          |                                       |                                         |              |
| Bernd Lichtenberg                                                                             | Good bye, Lenin!                      | Good Bye Lenin!                         |              |
| Lars von Trier                                                                                | Dogville – A menedék                  | Dogville                                |              |
| Sandro Petraglia Stefano Rulli                                                                | Szépséges fiatalság                   | La meglio gioventù                      |              |
| Hanif Kureishi                                                                                | Anya és a szerelem                    | The Mother                              |              |
| Dušan Kovačević                                                                               | –––                                   | Profesionalac (Професионалац)           |              |
| Steven Knight                                                                                 | Gyönyörű mocsokságok                  | Dirty Pretty Things                     |              |
| 2004                                                                                          |                                       |                                         |              |
| Agnès Jaoui Jean-Pierre Bacri                                                                 | Mint egy angyal                       | Comme une image                         |              |
| Paul Laverty                                                                                  | Még egy csók                          | Ae Fond Kiss…                           |              |
| / Jean-Luc Godard                                                                             | A mi zenénk                           | Notre musique                           |              |
| Pedro Almodóvar                                                                               | Rossz nevelés                         | La mala educación                       |              |
| Alejandro Amenábar Mateo Gil                                                                  | A belső tenger                        | Mar adentro                             |              |
| / Fatih Akın                                                                                  | Fallal szemben                        | Gegen die Wand / Duvara Karşı           |              |
| 2005                                                                                          |                                       |                                         |              |
| / Hany Abu-Assad Bero Beyer                                                                   | Mennyország most                      | Paradise Now (الجنّة الآن)               |              |
| Anders Thomas Jensen                                                                          | Ádám almái                            | Adams Æbler                             |              |
| Anders Thomas Jensen                                                                          | Testvéred feleségét...                | Brødre                                  |              |
| Cristi Puiu Razvan Radulescu                                                                  | Lazarescu úr halála                   | Moartea domnului Lăzărescu              |              |
| Dani Levy Holger Franke                                                                       | Zucker a nyerő!                       | Alles auf Zucker!                       |              |
| Michael Haneke                                                                                | Rejtély                               | Caché                                   |              |
| Mark O'Halloran                                                                               | Adam és Paul                          | Adam & Paul                             |              |
| 2006                                                                                          |                                       |                                         |              |
| Florian Henckel von Donnersmarck                                                              | A mások élete                         | Das Leben der Anderen                   |              |
| Pedro Almodóvar                                                                               | Volver                                | Volver                                  |              |
| Paul Laverty                                                                                  | Felkavar a szél                       | The Wind That Shakes the Barley         |              |
| Corneliu Porumboiu                                                                            | Volt-e vagy sem?                      | A fost sau n-a fost?                    |              |
| 2007                                                                                          |                                       |                                         |              |
| / Fatih Akın                                                                                  | A másik oldalon                       | Auf der anderen Seite                   |              |
| Eran Kolirin                                                                                  | A zenekar látogatása                  | Bikur Ha-Tizmoret (ביקור התזמורת)       |              |
| Peter Morgan                                                                                  | A királynő                            | The Queen                               |              |
| Cristian Mungiu                                                                               | 4 hónap, 3 hét, 2 nap                 | 4 luni, 3 săptămâni și 2 zile           |              |
| 2008                                                                                          |                                       |                                         |              |
| Matteo Garrone Roberto Saviano Maurizio Braucci Ugo Chiti Gianni Di Gregorio Massimo Gaudioso | Gomorra                               | Gomorra                                 |              |
| Ari Folman                                                                                    | Libanoni keringő                      | Vals im Bashir (ואלס עם באשיר)          |              |
| Suha Arraf Eran Riklis                                                                        | Citromfa                              | Etz Limon (شجرة ليمون / עץ לימון)       |              |
| Paolo Sorrentino                                                                              | Il divo – A megfoghatatlan            | Il Divo                                 |              |
| 2009                                                                                          |                                       |                                         |              |
| Michael Haneke                                                                                | A fehér szalag                        | Das weiße Band                          |              |
| Jacques Audiard Thomas Bidegain                                                               | A próféta                             | Un prophète                             |              |
| Simon Beaufoy                                                                                 | Gettómilliomos                        | Slumdog Millionaire                     |              |
| Gianni Di Gregorio                                                                            | Vénasszonyok nyara                    | Pranzo di ferragosto                    |              |

### 2010-es évek
| Év                                                                  | Nyertesek és jelöltek                                 | Magyar címe                                        | Eredeti címe |
| ------------------------------------------------------------------- | ----------------------------------------------------- | -------------------------------------------------- | ------------ |
| 2010                                                                |                                                       |                                                    |              |
| Robert Harris / Roman Polański                                      | Szellemíró                                            | The Ghost Writer                                   |              |
| Jorge Guerricaechevarría Daniel Monzón                              | 211-es cella                                          | Celda 211                                          |              |
| Samuel Maoz                                                         | Libanon                                               | Lebanon                                            |              |
| / Radu Mihăileanu                                                   | A koncert                                             | Le concert                                         |              |
| 2011                                                                |                                                       |                                                    |              |
| Jean-Pierre Dardenne Luc Dardenne                                   | Srác a biciklivel                                     | Le gamin au vélo                                   |              |
| Anders Thomas Jensen                                                | Egy jobb világ                                        | Hævnen                                             |              |
| Aki Kaurismäki                                                      | Kikötői történet                                      | Le Havre                                           |              |
| Lars von Trier                                                      | Melankólia                                            | Melancholia                                        |              |
| 2012                                                                |                                                       |                                                    |              |
| Tobias Lindholm Thomas Vinterberg                                   | A vadászat                                            | Jagten                                             |              |
| Michael Haneke                                                      | Szerelem                                              | Amour                                              |              |
| Cristian Mungiu                                                     | Dombokon túl                                          | După dealuri                                       |              |
| Olivier Nakache Éric Toledano                                       | Életrevalók                                           | Intouchables                                       |              |
| / Roman Polański Yasmina Reza                                       | Az öldöklés istene                                    | Carnage                                            |              |
| 2013                                                                |                                                       |                                                    |              |
| François Ozon                                                       | A házban                                              | Dans la maison                                     |              |
| Felix Van Groeningen Carl Joos                                      | Alabama és Monroe                                     | The Broken Circle Breakdown                        |              |
| Paolo Sorrentino Umberto Contarello                                 | A nagy szépség                                        | La grande bellezza                                 |              |
| Tom Stoppard                                                        | Anna Karenina                                         | Anna Karenina                                      |              |
| Giuseppe Tornatore                                                  | Senki többet                                          | La migliore offerta                                |              |
| 2014                                                                |                                                       |                                                    |              |
| / Paweł Pawlikowski Rebecca Lenkiewicz                              | Ida                                                   |                                                    |              |
| Ebru Ceylan Nuri Bilge Ceylan                                       | Téli álom                                             | Kış Uykusu                                         |              |
| Jean-Pierre Dardenne Luc Dardenne                                   | Két nap, egy éjszaka                                  | Deux jours, une nuit                               |              |
| Steven Knight                                                       | Locke – Nincs visszaút                                | Locke                                              |              |
| Oleg Nyegin Andrej Zvjagincev                                       | Leviatán                                              | Leviafan (Левиафан)                                |              |
| 2015                                                                |                                                       |                                                    |              |
| Jórgosz Lánthimosz Efthymis Filippou                                | A homár                                               | The Lobster                                        |              |
| Roy Andersson                                                       | Egy galamb leült egy ágra, hogy tűnődjön a létezésről | En duva satt på en gren och funderade på tillvaron |              |
| Alex Garland                                                        | Ex Machina                                            | Ex Machina                                         |              |
| Andrew Haigh                                                        | 45 év                                                 | 45 Years                                           |              |
| Radu Jude Florin Lazarescu                                          | Aferim!                                               | Aferim!                                            |              |
| Paolo Sorrentino                                                    | Ifjúság                                               | Youth                                              |              |
| 2016                                                                |                                                       |                                                    |              |
| Maren Ade                                                           | Toni Erdmann                                          | Toni Erdmann                                       |              |
| / Emma Donoghue                                                     | A szoba                                               | Room                                               |              |
| Paul Laverty                                                        | Én, Daniel Blake                                      | I, Daniel Blake                                    |              |
| Cristian Mungiu                                                     | Érettségi                                             | Bacalaureat                                        |              |
| Tomasz Wasilewski                                                   | Egyesült szerelmes államok                            | Zjednoczone stany miłości                          |              |
| 2017                                                                |                                                       |                                                    |              |
| Ruben Östlund                                                       | A négyzet                                             | The Square                                         |              |
| Enyedi Ildikó                                                       | Testről és lélekről                                   | Testről és lélekről                                |              |
| Jórgosz Lánthimosz Efthímisz Filípu                                 | Egy szent szarvas meggyilkolása                       | The Killing of a Sacred Deer                       |              |
| Oleg Nyegin Andrej Zvjagincev                                       | Szeretet nélkül                                       | Nyeljubov (Нелюбовь)                               |              |
| François Ozon                                                       | Frantz                                                | Frantz                                             |              |
| 2018                                                                |                                                       |                                                    |              |
| Paweł Pawlikowski                                                   | Hidegháború                                           | Zimna wojna                                        |              |
| Matteo Garrone Ugo Chiti Massimo Gaudioso                           | Dogman – Kutyák királya                               | Dogman                                             |              |
| Gustav Möller Emil Nygaard Albertsen                                | A bűnös                                               | Den Skyldige                                       |              |
| Alice Rohrwacher                                                    | Történet a tiszta szívről                             | Lazzaro felice                                     |              |
| 2019                                                                |                                                       |                                                    |              |
| Céline Sciamma                                                      | Portré a lángoló fiatal lányról                       | Portrait de la jeune fille en feu                  |              |
| Pedro Almodóvar                                                     | Fájdalom és dicsőség                                  | Dolor y gloria                                     |              |
| Marco Bellocchio Ludovica Rampoldi Valia Santella Francesco Piccolo | Az első áruló                                         | Il traditore                                       |              |
| Robert Harris / Roman Polański                                      | Tiszt és kém – A Dreyfus-ügy                          | J'accuse                                           |              |
| Ladj Ly Giordano Gederlini Alexis Manenti                           | Nyomorultak                                           | Les misérables                                     |              |

### 2020-as évek
| Év                                                           | Nyertesek és jelöltek                     | Magyar címe                                    | Eredeti címe |
| ------------------------------------------------------------ | ----------------------------------------- | ---------------------------------------------- | ------------ |
| 2020                                                         |                                           |                                                |              |
| Thomas Vinterberg Tobias Lindholm                            | Még egy kört mindenkinek                  | Druk                                           |              |
| Martin Behnke / Burhan Qurbani                               | Berlin Alexanderplatz                     | Berlin Alexanderplatz                          |              |
| Costa-Gavras                                                 | Görögország, 2015                         | Adults in the Room                             |              |
| Damiano D'Innocenzo Fabio D'Innocenzo                        | Rossz mesék                               | Favolacce                                      |              |
| Pietro Marcello Maurizio Braucci                             | Martin Eden                               | Martin Eden                                    |              |
| Mateusz Pacewicz                                             | Corpus Christi                            | Boże Ciało                                     |              |
| 2021                                                         |                                           |                                                |              |
| Florian Zeller Christopher Hampton                           | Az apa                                    | The Father                                     |              |
| Radu Jude                                                    | Zűrös kettyintés avagy pornó a diliházban | Babardeală cu bucluc sau porno balamuc         |              |
| Paolo Sorrentino                                             | Isten keze                                | È stata la mano di Dio                         |              |
| Joachim Trier Eskil Vogt                                     | A világ legrosszabb embere                | Världens vackraste pojke                       |              |
| Jasmila Žbanić                                               | Quo vadis, Aida?                          | Quo vadis, Aida?                               |              |
| 2022                                                         |                                           |                                                |              |
| Ruben Östlund                                                | A szomorúság háromszöge                   | Triangle of Sadness                            |              |
| Carla Simón Arnau Vilaró                                     | Alcarrás                                  | Alcarràs                                       |              |
| Kenneth Branagh                                              | Belfast                                   | Belfast                                        |              |
| Lukas Dhont Angelo Tijssens                                  | Közel                                     | Close                                          |              |
| Ali Abbasi Afshin Kamran Bahrami                             | Szent pók                                 | Holy Spider                                    |              |
| 2023                                                         |                                           |                                                |              |
| Justine Triet Arthur Harari                                  | Egy zuhanás anatómiája                    | Anatomie d'une chute                           |              |
| İlker Çatak Johannes Duncker                                 | A tanári szoba                            | Das Lehrerzimmer                               |              |
| Jonathan Glazer                                              | Érdekvédelmi terület                      | The Zone of Interest                           |              |
| Agnieszka Holland Maciej Pisuk Gabriela Lazarkiewicz-Sieczko | Zöldhatár                                 | Zielona granica                                |              |
| Aki Kaurismäki                                               | Hulló levelek                             | Kuolleet lehdet                                |              |
| 2024                                                         |                                           |                                                |              |
| Jacques Audiard                                              | Emilia Pérez                              | Emilia Pérez                                   |              |
| Pedro Almodóvar                                              | A szomszéd szoba                          | The Room Next Door                             |              |
| Coralie Fargeat                                              | A szer                                    | The Substance                                  |              |
| Magnus von Horn Line Langebek                                | Lány a tűvel                              | Pigen med nålen                                |              |
| Mohammad Rasoulof                                            | A szent füge magja                        | The Seed of the Sacred Fig; (دانه انجیر معابد) |              |

## Többes jelöltek és díjazottak
A statisztika a 2024. évi díjátadó gálával bezárólag készült.
| Jelölés | Díj | Név                    | Évek                         |
| ------- | --- | ---------------------- | ---------------------------- |
| 5       | 1   | Pedro Almodóvar        | 2002, 2004, 2006, 2019, 2024 |
| 4       | 1   | Michael Haneke         | 2001, 2005, 2008, 2012       |
| 4       | 0   | Paul Laverty           | 2002, 2004, 2006, 2016       |
| 4       | 0   | Paolo Sorrentino       | 2008, 2013, 2015, 2021       |
| 3       | 2   | Jean-Pierre Bacri      | 1998, 2000, 2004             |
| 3       | 2   | Agnès Jaoui            | 1998, 2000, 2004             |
| 3       | 1   | Jacques Audiard        | 2002, 2009, 2024             |
| 3       | 1   | / Roman Polański       | 2010, 2012, 2019             |
| 3       | 1   | François Ozon          | 2002, 2013, 2017             |
| 3       | 0   | Aki Kaurismäki         | 2002, 2011, 2023             |
| 3       | 0   | Cristian Mungiu        | 2007, 2012, 2016             |
| 3       | 0   | Lars von Trier         | 1998, 2003, 2011             |
| 2       | 2   | Ruben Östlund          | 2014, 2022                   |
| 2       | 2   | Paweł Pawlikowski      | 2014, 2018                   |
| 2       | 1   | / Fatih Akın           | 2004, 2007                   |
| 2       | 1   | Efthymis Filippou      | 2015, 2017                   |
| 2       | 1   | Ugo Chiti              | 2008, 2018                   |
| 2       | 1   | Matteo Garrone         | 2008, 2018                   |
| 2       | 1   | Massimo Gaudioso       | 2008, 2018                   |
| 2       | 1   | Gianni Di Gregorio     | 2008, 2009                   |
| 2       | 1   | Jórgosz Lánthimosz     | 2015, 2017                   |
| 2       | 1   | Szabó István           | 1992, 1999                   |
| 2       | 1   | Robert Harris          | 2010, 2019                   |
| 2       | 1   | Tobias Lindholm        | 2012, 2020                   |
| 2       | 1   | Thomas Vinterberg      | 2012, 2020                   |
| 2       | 0   | Maurizio Braucci       | 2008, 2020                   |
| 2       | 0   | Anders Thomas Jensen   | 2005, 2011                   |
| 2       | 0   | Steven Knight          | 2003, 2014                   |
| 2       | 0   | Oleg Igorjevics Nyegin | 2014, 2017                   |
| 2       | 0   | Radu Jude              | 2015, 2021                   |